# Teateråret 1916

## Händelser

### Oktober
- 27 oktober - Teaterhuset Lorensbergsteatern i Göteborg invigs, med August Strindbergs pjäs Ett drömspel.

## Årets uppsättningar

### Januari
- 26 januari - August Strindbergs pjäs Gustaf III har urpremiär på Nya Intima teatern [1].

### September
- 30 september - Walter Hasenclevers expressionistiska pjäs Der Sohn har urpremiär på Deutsches Theater i Prag i regi av Hans Demetz.

### Okänt datum
- Felix Körlings pjäs När Bengt och Anders bytte hustrur har urpremiär på Hagateatern i Stockholm
- Roi Cooper Megrue och Walter Hacketts pjäs Annonsera (It Pays to Advertise) från 1914 har svensk premiär på Vasateatern i Stockholm
- Henrik Pontoppidans roman Lille Rødhætte dramatisers av Hjalmar Bergström och framförs på Svenska Teatern i Stockholm i regi av John W. Brunius

## Födda
- 5 december – Agneta Prytz, svensk skådespelare.

## Avlidna
- 18 november – August Lindberg, 70, svensk skådespelare och teaterdirektör.